# Округ Дејл (Алабама)
Округ Дејл (енгл. Dale County) је округ у америчкој савезној држави Алабама. По попису из 2010. године број становника је 50.251. Седиште округа је град Озарк.

## Демографија
Према попису становништва из 2010. у округу је живело 50.251 становника, што је 1.122 (2,3%) становника више него 2000. године.
| Група             | 2000.          | 2010.          |
| Белци             | 35.771 (72,8%) | 35.705 (71,1%) |
| Афроамериканци    | 10.002 (20,4%) | 9.679 (19,3%)  |
| Азијати           | 529 (1,1%)     | 534 (1,1%)     |
| Хиспаноамериканци | 1.642 (3,3%)   | 2.821 (5,6%)   |
| Укупно            | 49.129         | 50.251         |